# Ottaviano Petrucci
Ottaviano Petrucci (Fossombrone, 18 de junho de 1466 – Veneza, 7 de maio de 1539) foi um tipógrafo italiano. A sua coleção de chansons, Harmonice Musices Odhecaton, publicada em 1501, frequentemente, e erroneamente, é identificada como a primeira publicação de partituras musicais produzidas a partir de tipos móveis. Na verdade, o primeiro tipógrafo a realizar uma edição do gênero foi o alemão Ulrich Han, com a publicação do Missale Romanum em 1476, em Roma. Ainda assim, a obra de Petrucci permanece extraordinária pela complexidade da sua notação mensural e pela reduzida dimensão das suas fontes, além do fato de ter publicado o primeiro livro de música polifônica utilizando a tipografia móvel. Publicou ainda numerosas obras dos mais eminentes compositores da Renascença, dentre eles Josquin des Prez e Antoine Brumel.

## Vida

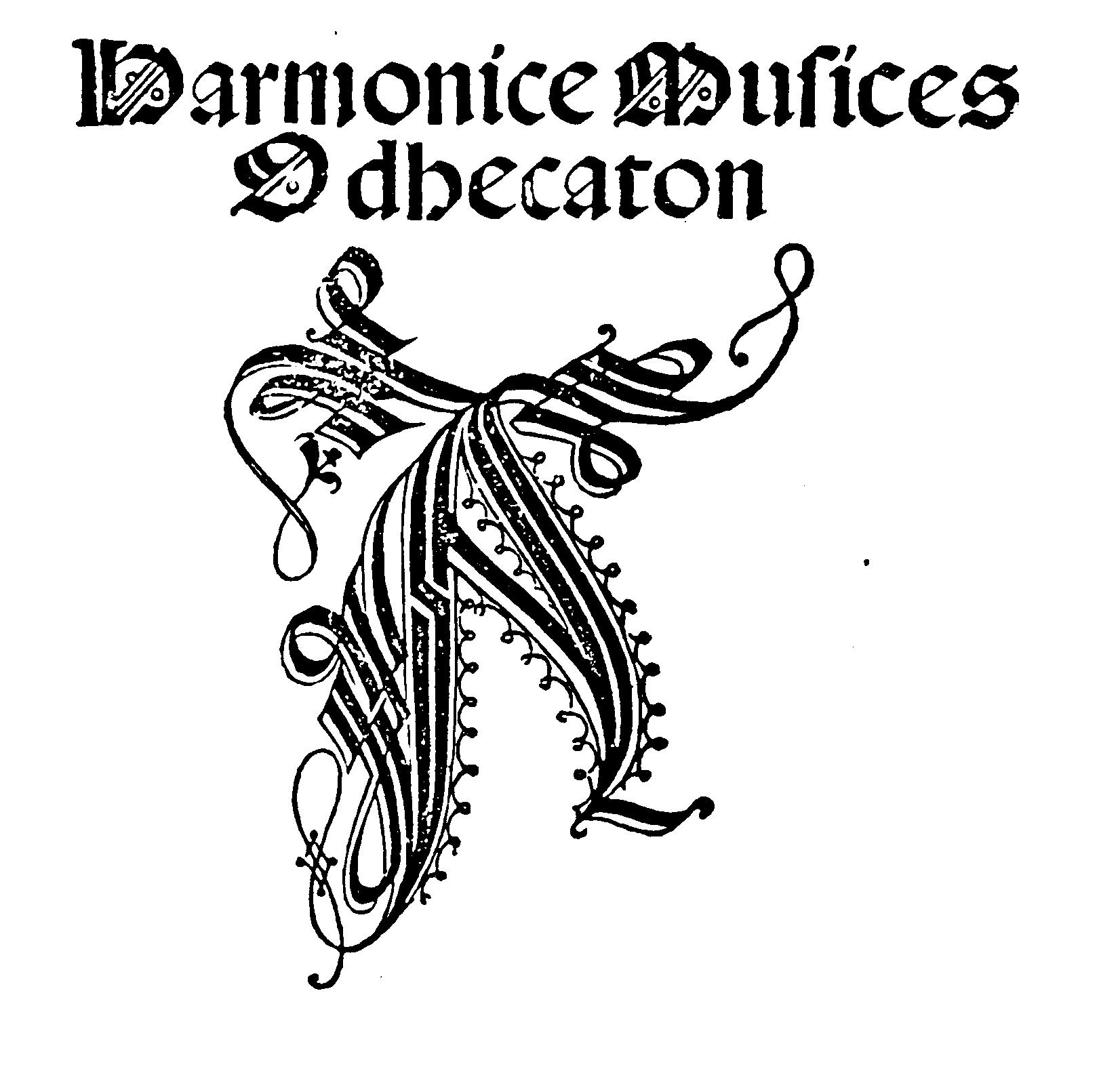
Frontispício do Harmonice Musices Odhecaton publicado por Petrucci em 1501

Petrucci nasceu em Fossombrone (Pesaro) e provavelmente teve seus anos de formação em Urbino. Por volta de 1490 partiu para Veneza para poder aprender tipografia, e em 1498 apresentou uma petição ao Doge pedindo direitos exclusivos para a publicação de partituras musicais por 20 anos. Tal direito provavelmente foi concedido, já que não há outros exemplares conhecidos de partituras impressas por outros impressores venezianos antes de 1520. Em 1501 ele produziu a sua primeira edição musical, o Harmonice Musices Odhecaton, constituído por 96 chansons, conhecido como o primeiro exemplar de música polifônica impressa. Nos anos seguintes ele continuou aperfeiçoando a técnica, produzindo novas edições e reestampas até 1513, quando a sua atividade foi interrompida pela guerra entre a Liga Santa e Veneza. Neste ano Petrucci parte de Veneza para Fossombrone, onde retoma as suas atividades de tipógrafo.
Fossombrone fazia então parte dos Estados Papais e Petrucci apresentou ao Papa um pedido de exclusividade de publicação de partituras músicas, o que foi concedido por diversos anos. O direito de exclusividade foi porém revogado pelo Papa por desacordo entre os dois sobre a publicação de partituras para instrumentos de teclado. Em 1516 as tropas do exército papal saquearam Fossombrone, e provavelmente o maquinário de impressão de Petrucci foi destruído, o que explicaria o fato de ele não ter imprimido nada durante os três anos seguintes. O rival de Petrucci, Andrea Antico, que lhe havia tomado a exclusividade de impressão musical em Roma, transferiu-se também para Veneza em 1520.  Durante este período tudo indica que Petrucci tenha se dedicado à administração de uma fábrica de papel.
Em 1536 Petrucci retorna a Veneza dedicando-se à publicação de textos gregos e latinos.

## Trabalho
No total, são conhecidas 61 publicações musicais de Petrucci. O seu período mais frutífero como editor foi entre 1501 e 1509, quando publicou três volumes de chansons (o Odhecaton foi o primeiro) 16 volumes de missas, cinco volumes de motetos, onze antologias de frottole e seis volumes de música para alaúde. A sua última publicação é de 1520.
Petrucci não foi o primeiro a imprimir música na Europa. Um grande número de obras litúrgicas produzidas através da xilogravura foi impresso antes de 1500, como por exemplo o Constance Gradual, impresso por volta de 1473, além do Missale Romanum de Ulrich Han, produzido com tipos móveis em 1476. Petrucci foi, entretanto, o primeiro a imprimir textos musicais em razoável volume e o primeiro a imprimir música polifônica. Enfim, a clareza e qualidade das suas impressões era extraordinária.
Petrucci nunca descreveu qual fosse a sua técnica de impressão, mas ao que tudo indica ela exigia dois passos. A partir de comentários de escritores do período e de exame dos volumes considera-se que em cada folha inicialmente fossem impressas as pautas, as capitulares e todo o texto e números. Na segunda passagem eram impressas finalmente as notas. Outros tipógrafos, porém, utilizando a mesma técnica, frequentemente obtinham como resultado notas deslocadas da posição precisa dentro da pauta. O método utilizado por Petrucci foi suplantando pelo desenvolvimento da técnica de impressão única desenvolvida em Augsburg pelo tipógrafo Erhard Oeglin em 1507, ainda que tal inovação seja normalmente atribuída ao francês Pierre Attaingnant, quando passou a utilizar esta técnica por volta de 1528.

## Lista de publicações de Ottaviano Petrucci

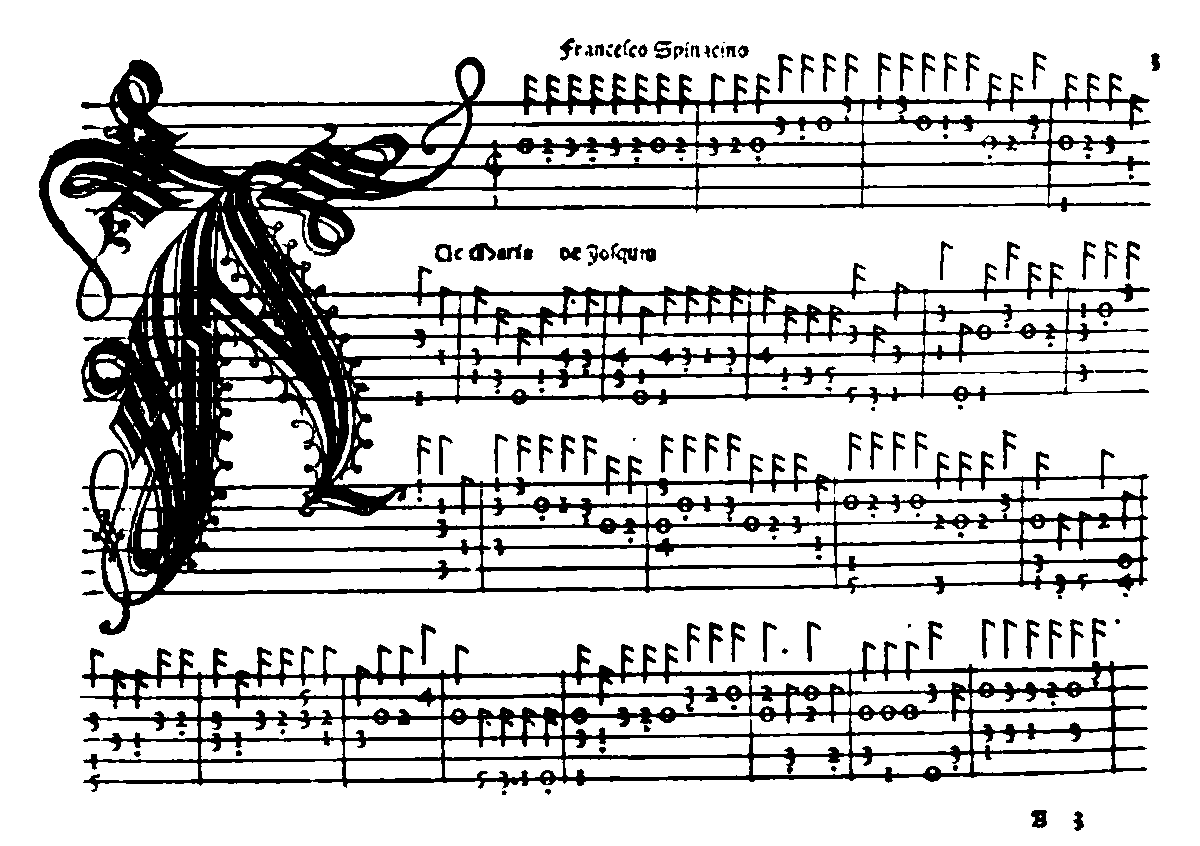
Primeira página do Intabolatura de lauto I, publicado por Petrucci em 1507

Esta é uma lista de todas as publicações de Ottaviano Petrucci conhecidas. Dentre elas, várias foram reestampadas numerosas vezes por Petrucci, ainda que aqui quase sempre estejam indicadas somente as datas das primeiras edições. Algumas das publicações mais antigas (as missas de Josquin des Prez, por exemplo) foram reestampadas separadamente, em Fossombrone, depois da mudança de Petrucci para esta cidade por volta de 1510. As obras marcadas com um obelisco (‡) estão perdidas ou desaparecidas.

### Música Sacra
| Música Sacra                   |            |             |
| Missas                         |            |             |
| Obra                           | Data       | Cidade      |
| ------------------------------ | ---------- | ----------- |
| Josquin des Prez: Misse [I]    | 1502       | Veneza      |
| Jacob Obrecht: Misse           | 1503       | Veneza      |
| Antoine Brumel: Misse          | 1503       | Veneza      |
| Johannes Ghiselin: Misse       | 1503       | Veneza      |
| Pierre de La Rue: Misse        | 1503       | Veneza      |
| Alexander Agricola: Misse      | 1504       | Veneza      |
| Marbrianus de Orto: Misse      | 1505       | Veneza      |
| Josquin des Prez: Misse II     | 1505       | Veneza      |
| Fragmenta missarum             | 1505       | Veneza      |
| Heinrich Isaac: Misse          | 1506       | Veneza      |
| Gaspar van Weerbeke: Misse     | 1507       | Veneza      |
| Missarum diversorum autorum I  | 1508       | Veneza      |
| Messa corale                   | prov. 1513 | Fossombrone |
| Josquin des Prez: Misse III    | 1514       | Fossombrone |
| Josquin des Prez: Misse II     | 1515       | Fossombrone |
| Jean Mouton: Misse I           | 1515       | Fossombrone |
| Antoine de Févin: Misse        | 1515       | Fossombrone |
| Missarum decem libri duo ‡     | 1515       | Fossombrone |
| Josquin des Prez: Misse I      | 1516       | Fossombrone |
| Motetos                        |            |             |
| Obra                           | Data       | Cidade      |
| Motetti A                      | 1502       | Veneza      |
| Motetti de passione [...] B    | 1503       | Veneza      |
| Motetti de passione [...] B    | 1503       | Veneza      |
| Motetti C                      | 1504       | Veneza      |
| Motetti IV                     | 1505       | Veneza      |
| Motetti a cinque I             | 1505       | Veneza      |
| Motetti de la corona [I]       | 1514       | Fossombrone |
| Motetti de la corona II        | 1519       | Fossombrone |
| Motetti de la corona III       | 1519       | Fossombrone |
| Motetti de la corona IV        | 1519       | Fossombrone |
| Outros gêneros                 |            |             |
| Obra                           | Data       | Cidade      |
| Lamentationum Jeremie I        | 1506       | Veneza      |
| Lamentationum Jeremie II       | 1506       | Veneza      |
| Magnificats I ‡                | 1507       | Veneza      |
| Johannes Martini: Hymnorum I ‡ | 1507       | Veneza      |
| Laude II                       | 1508       | Veneza      |
| Dammonis: Laude I              | 1508       | Veneza      |

### Música Secular
| Música Secular                                       |                                    |             |
| Música Vocal Secular                                 |                                    |             |
| Obra                                                 | Data                               | Cidade      |
| ---------------------------------------------------- | ---------------------------------- | ----------- |
| Harmonice Musices Odhecaton A                        | 1501; 1503 (2ª ed.); 1504 (3ª ed.) | Veneza      |
| Canti B numero cinquanta                             | 1502; 1503 (2ª ed.)                | Veneza      |
| Canti C cento cinquanta                              | 1504                               | Veneza      |
| Frottole I                                           | 1504                               | Veneza      |
| Frottole II                                          | 1505                               | Veneza      |
| Frottole III                                         | 1505                               | Veneza      |
| Frottole IV                                          | 1505                               | Veneza      |
| Frottole V                                           | 1505                               | Veneza      |
| Frottole VI                                          | 1506                               | Veneza      |
| Frottole VII                                         | 1507                               | Veneza      |
| Frottole IX                                          | 1509                               | Veneza      |
| Franciscus Bossinensis: Tenori e contrabassi I       | 1509                               | Veneza      |
| Franciscus Bossinensis: Tenori e contrabassi II      | 1511                               | Fossombrone |
| Frottole X ‡                                         | 1512                               | Fossombrone |
| Frottole XI                                          | 1514                               | Fossombrone |
| Bernardo Pisano: Musica                              | 1520                               | Fossombrone |
| Alaúde                                               |                                    |             |
| Obra                                                 | Data                               | Cidade      |
| Francesco Spinacino: Intabolatura de lauto I         | antes de 27 março 1507             | Veneza      |
| Francesco Spinacino: Intabolatura de lauto II        | 1507                               | Veneza      |
| Giovanni Maria Alemanni: Intabolatura de lauto III ‡ | 1508                               | Veneza      |
| Joan Ambrosio Dalza: Intabolatura de lauto IV        | 1508                               | Veneza      |

### Publicações não musicais
| Livros                                          |       |             |
| Obra                                            | Data  | Cidade      |
| ----------------------------------------------- | ----- | ----------- |
| Paulus de Middelburgh: Paulina de recta Paschae | 1513  | Fossombrone |
| Baldassare Castiglione: Epistola de vita        | 1513  | Fossombrone |
| Paulus de Middelburgh: Parabola Christi         | 1516  | Fossombrone |
| Hipócrates, trans. Calvo                        | 1519? | Fossombrone |